# Alogistotarsa straminea
Alogistotarsa straminea är en skalbaggsart som beskrevs av Louis Albert Péringuey 1904. Alogistotarsa straminea ingår i släktet Alogistotarsa och familjen Melolonthidae. Inga underarter finns listade i Catalogue of Life.